# Namao (Alberta)
Namao est un hameau (hamlet) du Comté de Sturgeon, situé dans la province canadienne d'Alberta.

## Démographie
En tant que localité désignée dans le recensement de 2011, Namao a une population de 357 habitants dans 131 de ses 134 logements, soit une variation de 2.3% par rapport à la population de 2006. Avec une superficie de 1,942 9 km2, le hameau possède une densité de population de 183,745 9 hab/km2 en 2011.
Concernant le recensement de 2006, Namao abritait 349 habitants dans 129 de ses 130 logements. Avec une superficie de 1,942 9 km2, le hameau possédait une densité de population de 179,6 hab/km2 en 2006.